# Команч (конь)

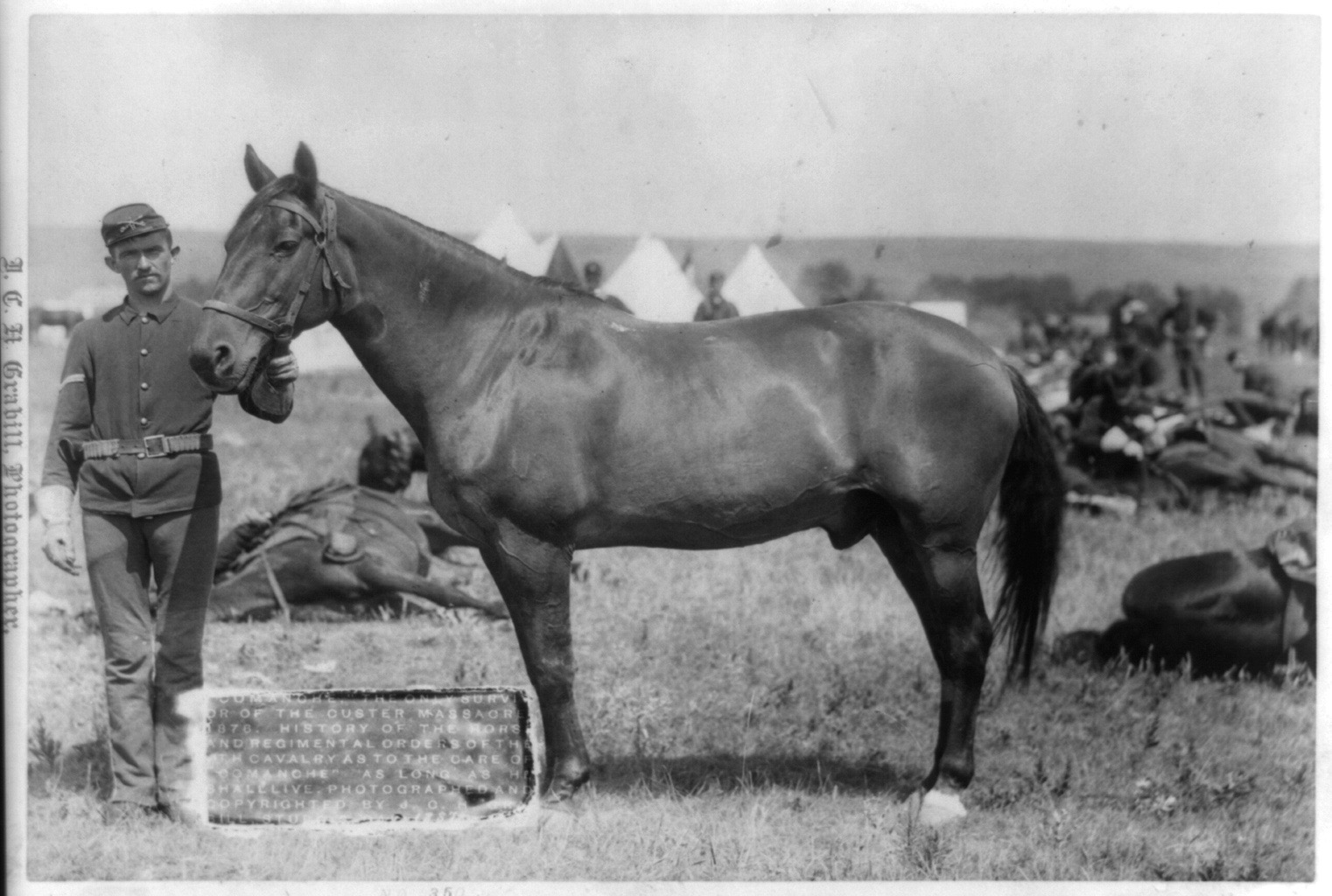
Команч, 1887 год.

Кома́нч — лошадь, гнедой мерин капитана Майлса Кеога, считается единственным уцелевшим из батальона Джорджа Кастера в битве при Литтл-Бигхорн.

## Биография

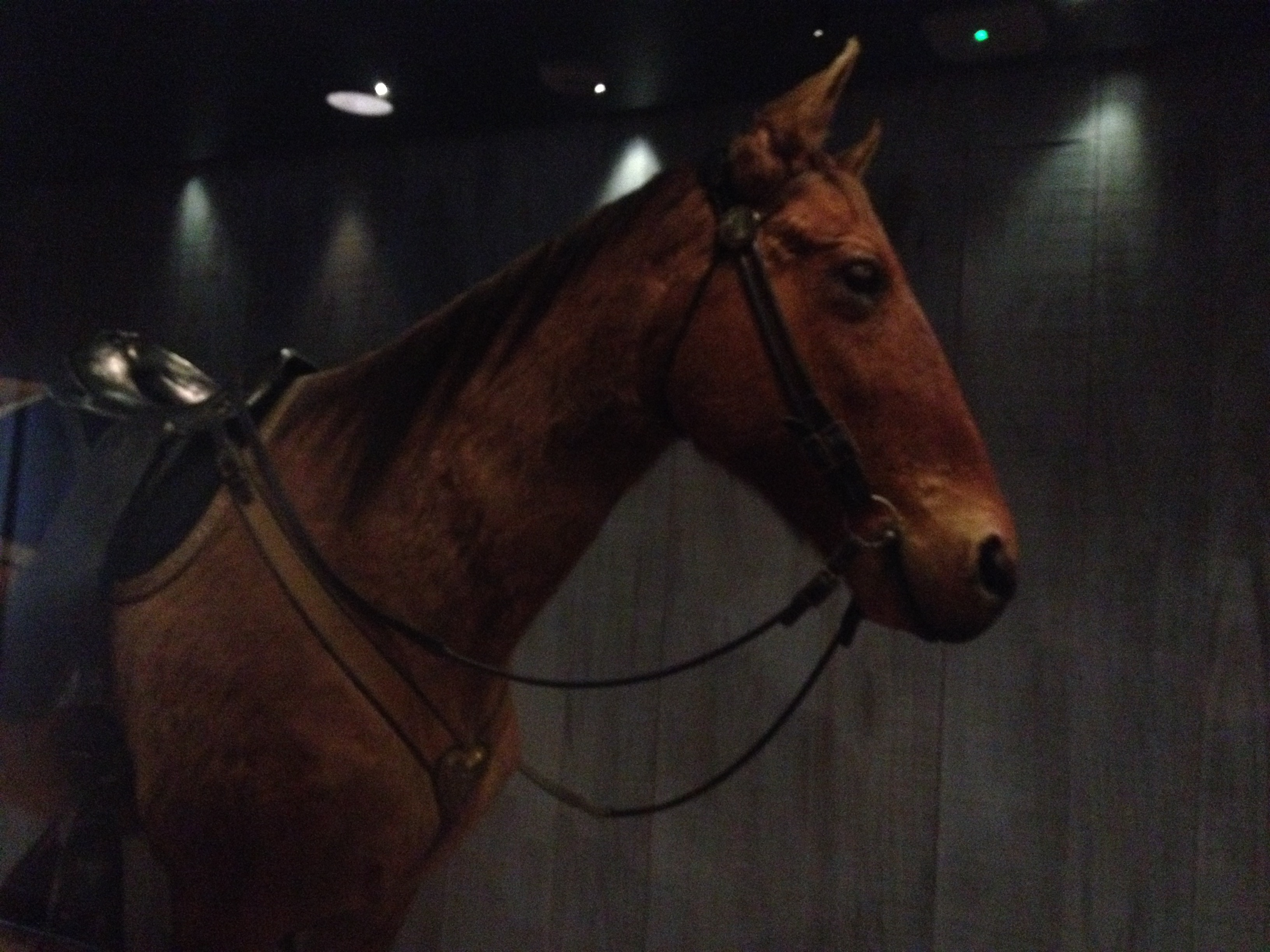
Команч, сохранённый с помощью таксидермии, в экспозиции музея

Команч был куплен армией США в Сент-Луисе, штат Миссури, в 1868 году и отправлен в Форт-Ливенворт, Канзас. Дата появления его на свет неизвестна. Капитану Майлсу Кеогу конь понравился и он приобрёл его для себя.  Свою кличку Команч получил в сентябре 1868 года, когда армия США вела бои с враждебными индейцами на равнинах Канзаса. Конь был ранен, в него угодила стрела, её древко сломалось, и ранение обнаружили только в армейском лагере. Кеога восхитило мужество лошади и он дал ей имя Команч.
25 июня 1876 года капитан Майлс Кеог был убит в битве при Литтл-Бигхорн. Команч получил семь тяжёлых пулевых ранений, из крупа лошади торчали стрелы, он потерял много крови, но был жив. Израненного коня обнаружили на поле битвы, нашёл его сержант Густав Корн. Другие лошади из батальона Кастера были убиты индейцами, или застрелены самими солдатами, использовавшими трупы коней как бруствер, защищающий от пуль. Здоровых животных шайенны и сиу забрали с собой после сражения. Сначала коня хотели избавить от мучений и пристрелить или перерезать горло, но Корн помешал этому. Команча обмыли и перевязали ему раны, затем бережно доставили к пароходу «Дальний Запад». Конь выдержал длительный переход. В Форте-Линкольн Команч оправился от ран и полностью выздоровел, сержант Корн неустанно заботился о нём. 
В 1887 году Команч был доставлен в Форт-Райли, Канзас. Густав Корн, ухаживавший за конём четырнадцать лет, погиб в бойне на ручье Вундед-Ни, Команч умер через год, примерно в возрасте 29 лет в 1891 году. Он был похоронен со всеми воинскими почестями, в истории США этого были удостоены всего две лошади. Останки животного были отправлены в Канзасский университет. По просьбе командования Седьмого кавалерийского полка из Команча было изготовлено чучело. Оно и поныне находится в экспозиции  естественно-научного музея, расположенного в Канзасском университете.